# John Gale
John Gale (Londen, 13 december 1953 – 18 november 2019) was een Engels professioneel pokerspeler. Hij won onder meer het $7.800 World Poker Tour Main Event - No Limit Hold'em van het PokerStars Caribbean Adventure 2005 (goed voor een hoofdprijs van $890.600,-) en het $2.500 Pot Limit Hold'em-toernooi van de World Series of Poker 2006 (goed voor $374.849,-). Gale won in totaal bijna $3.900.000,- in pokertoernooien, cashgames niet meegerekend.

## Wapenfeiten
Tot en met 2004 had niemand in de professionele pokerwereld ooit van Gale gehoord. Dat veranderde toen hij middels een kwalificatietoernooi aan het $7.800 WPT Main Event - No Limit Hold'em mee mocht doen en het evenement zelf vervolgens ook won. Daarbij liet hij 460 anderen achter zich, waaronder doorgewinterde profs zoals Nenad Medić, Patrik Antonius, Allen Cunningham, Erick Lindgren en Daniel Negreanu. Gale bleek geen eendagsvlieg op de World Poker Tour. Een jaar na zijn zege eindigde hij als twaalfde in het $9.600 Championship Event - No Limit Hold'em van de L.A. Poker Classic 2006 (goed voor $73.075,-) en daarna derde in het $9.700 WPT Championship Event - No Limit Hold'em van de Borgata Winter Open 2007 (goed voor $443.096,-).
Vijf maanden na zijn WPT-overwinning in januari 2005 schreef Gale tijdens zijn eerste deelname ook bijna een World Series of Poker-titel op zijn naam. In het $5.000 Pot Limit Hold'em-toernooi van de World Series of Poker 2005 moest hij alleen Brian Wilson voor laten gaan. Hij ontving wel weer $204.440,- aan prijzengeld. Die WSOP-titel kwam er in juli 2006 alsnog. Gale won toen het $2.500 Pot Limit Hold'em-toernooi van de World Series of Poker 2006 (en daarmee $374.849,-).
Tot de toernooien die Gale buiten de WPT en WSOP won, behoren het $5.000 No Limit Hold'em-toernooi van de Bellagio Cup IV 2008 (goed voor $205.500,-) en het $400 No Limit Hold'em-toernooi van de Borgata Poker Open 2008 (goed voor $55.293,-).
In 2012 werd er een hersentumor bij Gale ontdekt. Dit kostte hem drie jaar voor hij op de World Series of Poker 2015 terugkeerde in Las Vegas. Dat jaar won hij voor de tweede keer in zijn carrière een WSOP-evenement, namelijk het $1.000 Turbo No Limit Hold'em-toernooi (goed voor $298.290,-).
Gale overleed in 2019 op 65-jarige leeftijd aan een hersentumor.

## WSOP-titel
| Jaar                       | Toernooi                      | Prijs      |
| -------------------------- | ----------------------------- | ---------- |
| World Series of Poker 2006 | $2.500 Pot Limit Hold'em      | $374.849,- |
| World Series of Poker 2015 | $1.000 Turbo No Limit Hold'em | $298.290,- |